# Hyacint (mineral)
Hyacint är en gul eller gulröd till rödbrun varietet av zirkon. Det är en ädel zirkon, den tyngsta av alla ädelstenar med en specifik vikt av 4,61 – 4,82, och är ett silikat av metallen zirkonium. Stenens hårdhet är 7,5 enligt Mohr och ligger mitt emellan topasens och kvartsens.
Hyacint är genomskinlig med gulröd färg. Med hänsyn till glans och ljusbrytningsförmåga liknar den diamanten. Den visar fosforescens vid uppvärmning.

## Förekomst
Hyacint förekommer nästa uteslutande på Sri Lanka, där den finns tillsammans med safir och spinell.